# Vinodol, Nitra
Vinodol este o comună slovacă, aflată în districtul Nitra din regiunea Nitra. Localitatea se află la altitudinea de 130 m deasupra n.m., se întinde pe o suprafață de 14,98 km2 și în 2017 număra 1.972 de locuitori.

## Istoric
Localitatea Vinodol este atestată documentar din 1113.

## Demografie
| An:                | 1994 | 2004   | 2014   | 2024   |
| ------------------ | ---- | ------ | ------ | ------ |
| Număr de persoane: | 1729 | 1891   | 1983   | 2034   |
| Diferență:         |      | +9,36% | +4,86% | +2,57% |

| An:                | 2023 | 2024   |
| ------------------ | ---- | ------ |
| Număr de persoane: | 2046 | 2034   |
| Diferență:         |      | −0,58% |